# 禹王山抗日阻击战
禹王山抗日阻击战又稱禹王山戰役、禹王山戰鬥，是徐州會戰期間的1938年4月至5月，国民革命军第六十军与日军為争夺禹王山而展開的一場戰役。

## 戰鬥地點
禹王山，以大禹的名字命名，在今江苏邳州市境内，它位于大运河东北1公里，海拔500-600米。禹王山抗日阻击战遗址位于邳州市戴庄镇，是徐州地区唯一的抗日战争遗址。中共邳州市委书记、市人大常委会主任王强決定在禹王山抗日阻击战遗址修建禹王山抗日阻击战纪念馆。

## 戰鬥過程
1938年4月24日晚，国民革命军第六十军第184师奉命接守孙连仲第31师台儿庄防地。第184师师长张冲當時向卢汉建议第184师防守禹王山，卢汉便向孙连仲、李宗仁提出這一要求。4月26日夜，张冲留下邱秉常团守卫台儿庄，便率王秉璋旅王开宇团，万保邦旅曾泽生、杨洪元团奔向禹王山。第184师在移师禹王山途中，發現禹王山已被日軍佔領。张冲命令万保邦旅长率曾泽生团，从西部实行伴攻，令王秉璋旅长率王开并亲自率杨洪元团绕道从东面攻击。4月27日，占据禹王山的日军中山太郎联队要求日本飞机轰炸和大炮轰击第184师各部队。突然从大运河上吹来南风，把烟雾全都吹向了日军阵地，中國軍隊一起朝山头冲去。第184师攻击部队在主攻连连长李佐的统领下，冲上了禹王山主阵地，中山太郎仓皇率领日軍丢下阵地，丢下武器弹药和罐头食品逃下了山顶。中國軍隊收復了禹王山。张冲一边命令立即抢筑工事，一边拿起电话向卢汉军长報告。张冲發現禹王山的一个制高点上还有日军。他来到杨洪元第1086团指挥所，命令各营各连挑出敢死队员向日军陣地衝鋒。制高点内的日军最終被消滅。
板垣师团打算重新夺回禹王山。27日晚，日军利用夜色掩护，袭击并占领了禹王山麓第184师的一个营级指挥所。张冲命令用迫击炮轰击日军。步兵隨即衝擊日军陣地，將日軍消滅。第184师官兵缴获了10挺重机枪、百余支步枪，缴获了日军军官百川义一的指挥刀。28日夜晚，日军约1个大队，在炮火支援下向李家圩及禹王山西北坡第1087团阵地连续进攻，一部分日军已夺占禹王山西北山麓一个小高地。第544旅旅长王秉璋率领预备队实施反冲击，将突入之日军大部分消滅。29日排晓，日军先以飞机进行侦察，继而升起气球，指挥其炮兵向禹王山正面集中射击。日军步兵在坦克支援下发动进攻。防御禹王山各部队将冲击之日军大部分消滅。
30日凌晨，日军又对中国守军发起全面进攻，第一道防御线数处被日军突破，禹王山顶也被日军占领。中国守备部队反击，未能消滅禹王山顶的日军。4月30日8时起，中國軍隊就在禹王山顶棱线上与日军形成对時状态。5月3日夜间，日军约以1个中队的兵力，向第2连阵地進攻，但未能成功。5月4日排晓，日军向第3营指挥所射击。团长杨洪元正在第3营指挥所，马上向旅长作了报告，要求用迫击炮打击日军。旅长得到报告后命令迫击炮连向日军射击。迫击炮打过后，中國軍隊冲入日军阵地，把剩下的日军全部消滅，重新夺回了禹王山山顶。
5月7日，日军又发起了进攻。经过7天的战斗，守卫在禹王山顶上的第3连士兵大部分陣亡，5月18日夜，第60军主力撤到运河南整编时，第3连奉命下山撤出阵地。士兵把能用的武器和工具全部带走，馬上向徐州转移。